# Yoshifumi Matsumura

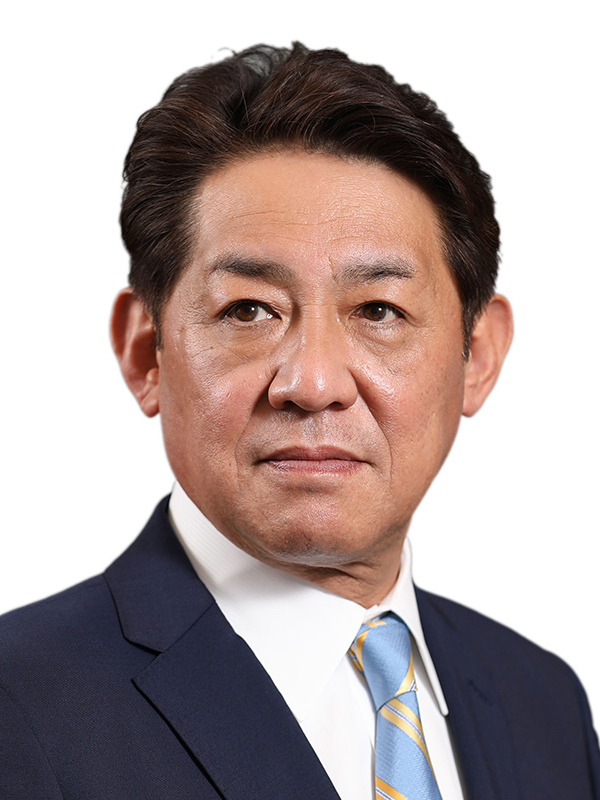
Matsumura 2022

Yoshifumi Matsumura (japanisch 松村 祥史 Matsumura Yoshifumi; * 22. April 1964 in Ue-mura (heute Asagiri-chō), Kumamoto-ken) ist ein japanischer Politiker, seit 2004 Senator, heute für Kumamoto, und war von 2023 bis 2024 Vorsitzender der Nationalen Kommission für Öffentliche Sicherheit (=Polizeiminister) und Minister für besondere Aufgaben beim Kabinettsamt (Katastrophenschutz, Maritime Angelegenheiten) im 2. umgebildeten 2. Kabinett Kishida. Er gehört der Liberaldemokratischen Partei (LDP) an, darin der Motegi-Faktion.
Matsumura arbeitete nach seinem Studium an der Senshū-Universität für das Handelsunternehmen Marushō shōji (丸昭商事), das er ab 1999 als leitender Direktor und Präsident führte. Ab 2001 war er Vorsitzender des Jungunternehmerverbands der landesweiten Industrie- und Handelsgesellschaften (全国商工会青年部連合会 zenkoku shōkōkai seinenbu rengōkai).
Bei der Senatswahl 2004 wechselte Matsumura in die aktive Politik, als er für die LDP im Verhältniswahlwahlkreis kandidierte. Er erhielt landesweit 152.630 Stimmen und gewann damit den 15. und letzten LDP-Sitz. Nachdem Hitoshi Kimura, LDP-Senator für Kumamoto, 2009 seinen Rückzug aus der Politik angekündigt hatte, wechselte Matsumura bei der Wahl 2010 in den heimatlichen Mehrheitswahlwahlkreis Kumamoto (seit 2001 Einmandatswahlkreis). Er setzte sich mit rund 44 % der Stimmen gegen vier Kandidaten durch und verteidigte den Sitz bei den Wahlen 2016 und 2022 mit absoluten Mehrheiten.
2007 wurde Matsumura in der LDP Vize-Generalsekretär, von 2008 bis 2009 (Kabinette Fukuda und Asō) war er parlamentarischer Sekretär (daijin seimukan) im Wirtschafts- und Industrieministerium. In der Senats-LDP übernahm er 2010 den Vorsitz des Komitees für Parlamentsangelegenheiten. Im Senat saß er von 2011 bis 2012 dem Umweltausschuss, von 2014 bis 2016 dem Ausschuss für Verwaltungsaufsicht, von 2019 bis 2020 dem Geschäftsausschuss vor. 2016 bis 2017 (Kabinett Shinzō Abe III (2. Umbildung)) war er Vizeminister (fuku-daijin) im Wirtschaftsministerium.
Bei der zweiten Umbildung des zweiten Kabinetts Kishida wurde Matsumura zum Vorsitzenden der Nationalen Kommission für Öffentlichen Sicherheit und Katastrophenschutzminister berufen; zu seinen weiteren Zuständigkeiten gehören auch das Resilienzförderungsprogramm der Regierung und Territorialkonflikte. Er blieb bis zum Ende von Kishidas Amtszeit im Oktober 2024 im Amt, als ihn Manabu Sakai ablöste.